# Héctor Libertella
Héctor Libertella (Bahía Blanca, 24 agosto 1945 – Buenos Aires, 2006) è stato uno scrittore argentino.

## Biografia
Nato il 24 agosto 1945 nella città bonaerense di Baia Bianca, Libertella si dedicò alla letteratura sin dall'infanzia. Al raggiungimento della pubertà, aveva già concluso la stesura di alcuni romanzi e letto tutte le opere a cui aveva potuto avere accesso dell'autore Jorge Luis Borges. Libertella era un grande amante del cinema: si dice che per un anno intero, verso la fine del 1950, abbia trascorso tutti i pomeriggi nel cinema della sua città a guardare film.
Nel 1965 Libertella ottenne (con un romanzo che resta tuttora inedito) il primo posto per il Premio Primera Plana de Novela Argentina. Tre anni più tardi, con l'opera El Camino de los Hiperbóreos, ricevette il Premio Paidós de Novelas (1968), vittoria che gli permise di porre fine al servizio militare obbligatorio che svolgeva all'epoca e di viaggiare negli Stati Uniti, dove percorse le stesse strade dei beatniks.
Durante gli anni successivi, Libertella ebbe esperienze di vario genere in ambito letterario: fu autore di storie, romanzi ed influenti saggi; inoltre fu direttore letterario di Monti Ávila Editori del Venezuela, direttore e coordinatore nell'editoriale dell'Università Nazionale Autonoma del Messico (UNAM) e direttore generale del Fondo di Cultura Economica in Argentina. Ottenne la cattedra nelle università di New York, del Messico e di Buenos Aires ed inoltre lavorò come ricercatore nell'ambito della Filologia per il CONICET (Consiglio Nazionale per la Ricerca Scientifica e Tecnica).
Libertella è diventato un vero autore di culto e l'importanza delle sue opere è stata riconosciuta sia da critici argentini che stranieri. Nicolás Rosa (1993) afferma che, insieme a Ricardo Piglia, Libertella è il promotore della “finzione critica” in Argentina, mentre Damián Tabarovsky (2004) sostiene che Fogwill, Aira e Libertella costituiscono il canone vigente; Luglio Ortega (2010) lo considera membro di un “subcanon”, localizzato su un gradino più basso rispetto a quello costituito da Cortázar e Borges; Raúl Antelo, Marcelo Damiani e Alan Pauls gli hanno dedicato importanti saggi nella raccolta El Efecto Libertella (2010).

## Opere pubblicate
- El camino de los hiperbóreos, romanzo, Ed. Paidós, Buenos Aires, 1968.
- Aventuras de los miticistas, romanzo, Ed. Monte Ávila, Caracas, 1971.
- Personas en pose de combate, romanzo, Ed. Corregidor, Buenos Aires, 1975.
- Nueva escritura en Latinoamérica, saggio, Ed. Monte Ávila, Caracas/Buenos Aires, 1977.
- ¡Cavernícolas!, racconti, Ed. Per Abbat, Buenos Aires, 1985.
- El paseo internacional del perverso, romanzo, Grupo Editor Latinoamericano, Buenos Aires, 1990.
- Ensayos o pruebas sobre una red hermética, saggi, Grupo Editor Latinoamericano, Buenos Aires, 1990.
- Pathografeia. Los juegos desviados de la literatura, Grupo Editor Latinoamericano, Buenos Aires, 1991.
- Las sagradas escrituras, saggi critici, Ed. Sudamericana, Buenos Aires, 1993.
- Memorias de un semidiós, romanzo, Ed. Perfil, Buenos Aires, 1998.
- El árbol de Saussure, racconto utopistico, Ed. Adriana Hidalgo, Buenos Aires, 2000.
- Literal 1973-1977, Buenos Aires, Santiago Arcos editor, 2002.
- La Librería Argentina, Cordoba, Alción editora, 2003.
- La leyenda de Jorge Bonino, Cordoba, Alción editora, 2010